# ساولدورف
ساولدورف (به آلمانی: Sauldorf) یک شهر در آلمان است که در Sigmaringen واقع شده‌است. ساولدورف ۲٬۴۹۸ نفر جمعیت دارد.